# Кросби, Джон
Джон Карнелл Кросби (англ. John Carnell Crosbie; 30 января 1931, Сент-Джонс, Ньюфаундленд — 10 января 2020, там же) — канадский юрист и государственный деятель. После нескольких лет в правительственных кабинетах Ньюфаундленда и Лабрадора стал министром финансов Канады в консервативном правительстве Джо Кларка. Позже занимал пост министра юстиции и генерального прокурора и ряд других министерских должностей в кабинетах Брайана Малруни, а в 2008—2013 годах был лейтенант-губернатором Ньюфаундленда и Лабрадора. Член Тайного совета королевы для Канады, офицер ордена Канады.

## Биография

### Юность и образование
Джон Кросби родился в начале 1931 года в Сент-Джонсе (Ньюфаундленд) в семье Чесли (Чеза) Кросби, представителя династии финансовых и политических лидеров Ньюфаундленда. Его дед по отцовской линии, сэр Джон Чокер Кросби, был министром финансов в правительстве Ньюфаундленда в 1924 году, а отец, в основном занимавшийся предпринимательской деятельностью, в конце 1940-х годов возглавлял Партию экономического союза Ньюфаундленда, выступавшую против условий присоединения Ньюфаундленда к Канаде, которые считал неравноправными. В юности Джон Карнелл Кросби разделял взгляды своего отца, став в 1948 году в результате референдума, по собственным словам, «канадцем против собственной воли».
Окончил закрытый колледж Св. Андрея в Ороре (Онтарио). В 21 год женился на подруге детства Джейн Фурно; в этом браке родились двое сыновей и дочь. В 1953 году получил степень бакалавра искусств в Университете Куинс в Кингстоне, где изучал политологию. Продолжил обучение на юридическом факультете Университета Дэлхаузи в Новой Шотландии (в 1984 году этот вуз присвоил ему почётное докторское звание), а затем в Лондонской школе экономики.

### Провинциальная политика
Начал политическую деятельность во время учёбы в Университете Куинс, где был председателем университетской ячейки Либеральной партии Канады. В 1965 году был избран в городскую управу Сент-Джонса и с января 1966 года занимал пост заместителя мэра, однако уже в июле подал в отставку с муниципального поста, присоединившись к либеральному правительству провинции Ньюфаундленд и Лабрадор во главе с Джои Смоллвудом. В сентябре 1966 года был избран в Палату собрания Ньюфаундленда и Лабрадора. В кабинете Смоллвуда занимал посты министра по муниципальным делам и жилищному строительству (1966—1967) и министра здравоохранения (1967—1968).
Когда отношения Кросби со Смоллвудом испортились, молодой политик попытался занять его место как лидера Либеральной партии Ньюфаундленда и Лабрадора, но не преуспел и в июне 1971 года перешёл в Прогрессивно-консервативную партию. В 1972 году консерваторы при его активном участии выиграли провинциальные выборы. Кросби, последовательно отстаивавший максимальную независимость провинции во всех вопросах местного управления и контроля над природными ресурсами, затем занимал в правительстве Фрэнка Мурза ряд ведущих постов, в том числе министра финансов и министра экономического развития (1972—1974), лидера парламентского большинства, министра рыболовства и министра горнодобывающей промышленности и энергетики (1975—1976).

### Федеральный депутат и министр
В октябре 1976 года Кросби победил на довыборах в Палату общин Канады, где провёл следующие 17 лет. Когда в 1979 году было сформировано консервативное правительство Джо Кларка, Кросби получил в нём пост министра финансов, но его пребывание в этой должности оказалось недолгим, так как уже в следующем году консерваторов сменили у власти либералы. Единственный бюджет, подготовленный министерством финансов в период, когда его возглавлял Кросби, предусматривал в частности поддержку морскому промыслу (одной из основных отраслей хозяйства Ньюфаундленда) и увеличение федерального налога на горючее, призванное побудить граждан экономить энергию и уменьшить дефицит бюджета.
В 1983 году Кросби был одним из кандидатов на пост лидера Прогрессивно-консервативной партии, но остался третьим, проиграв не только победившему в гонке кандидатов Брайану Малруни, но и Кларку. Когда консерваторы вернулись к власти в 1984 году, Кросби был назначен на пост министра юстиции в правительстве Малруни, а в дальнейшем занимал должности министра транспорта и международной торговли. В последней должности он в феврале 1991 года достиг предварительного соглашения с коллегами из США и Мексики о начале работы над созданием Североамериканской зоны свободной торговли.
В 1991 году Кросби возглавил министерство рыболовства и океанов Канады. В качестве министра рыболовства ему довелось утвердить крайне непопулярный в его родной провинции двухлетний мораторий на лов трески, связанный с истощением её поголовья в регионе. Результатом моратория стала потеря примерно 40 тысяч рабочих мест в Ньюфаундленде и Лабрадоре. Мораторий впоследствии был продлён и оставался в силе с небольшими исключениями и три десятилетия спустя.
В федеральной политике Канады Кросби был известен как острый на язык и неполиткорректный оратор, в частности, несколько раз вступив в серьёзную конфронтацию с одним из тогдашних лидеров Либеральной партии Канады Шейлой Коппс. Впоследствии, однако, они стали близкими друзьями.

### Дальнейшая жизнь
Кросби ушёл в отставку с государственных постов накануне федеральных выборов 1993 года. Вернулся к адвокатской практике, был произведён в королевские адвокаты. Занимал пост канцлера Мемориального университета Ньюфаундленда (с 1994 по 2008 год), в 1996 году стал почётным консулом Мексики в Ньюфаундленде, входил в правление различных общественных советов и организаций. В 1997 году вышли в свет и завоевали популярность мемуары Кросби «Без стеснения в средствах» (англ. No Holds Barred), а на следующий год он был произведён в офицеры ордена Канады. В обосновании награждения указывались его заслуги в роли министра, защита интересов Атлантических провинций и деятельность в Мемориальном университете.
В 2008 году Джон Кросби был назначен на пост лейтенант-губернатора Ньюфаундленда и Лабрадора, на котором оставался до 2013 года. Джон Кросби умер в январе 2020 года за несколько дней до своего 89-го дня рождения, после долгого периода ухудшающегося здоровья, оставив после себя жену и троих детей. Его сын Чеc последовал за отцом в политику, возглавив провинциальную консервативную партию.